# Eilema ainonis
Eilema ainonis là một loài bướm đêm thuộc phân họ Arctiinae, họ Erebidae.